# Brasnorte
Brasnorte é um município brasileiro do estado de Mato Grosso, localizado na latitude sul 12º09'18", longitude oeste 57º58'44", a uma altitude de 317 metros acima do nível do mar. Sua população estimada era de 20 571 habitantes, em 2021. Sua área é de 15,968,355 km² (sendo o 74º maior município brasileiro em dimensão territorial, maior do que alguns países, como Líbano e Irlanda do Norte).

## História
Em 1967, iniciou-se o desenvolvimento de um projeto agropecuário com recursos provenientes da Superintendência do Desenvolvimento da Amazônia. Posteriormente, parte da área escolhida foi vendida ao Grupo Roderjan e desmembrada em 1974. Entretanto, a tomada de posse em definitivo de Brasnorte teve início em 1978 através de Nelson Vetorello, que vendia lotes urbanos e rurais e adquiriu parte das terras que hoje constituem a zona urbana do Município e o antigo Grupo Roderjan, o qual era proprietário das terras, ficou com uma parte que foi transformada na Fazenda Cravari.
Os primeiros trabalhadores do município vieram da região Oeste do Paraná, sendo que a maioria residia em cidades e zonas rurais que foram inundadas pelas águas do Rio Paraná, por ocasião do fechamento das comportas da Usina de Itaipu, com vários brasileiros de diversas partes do país aceitando a proposta de viverem em Brasnorte.
Adão Bueno chega na região em 1 de agosto de 1978, e Adão Passamani, técnico em agropecuária, assentou um acampamento na margem esquerda do Rio Cravari a 22 do mesmo mês. Em 25 de outubro do mesmo ano, Luiz Barbosa chegou em Brasnorte disposto a se radicar no lugar.
As primeiras casas foram construídas com madeira subida em balsa pelo Rio do Sangue e Cravari, oriunda da serraria Adolfo Cortese.
A família Bianchini construiu a primeira serraria em Brasnorte, em 1979. No mesmo ano, a 27 de maio, o padre José Mathias Orth celebrou a primeira missa na cidade. O mesmo padre tomou a iniciativa de criar a primeira escola, numa garagem de carro, com 13 alunos. Pierina Dani Polinski foi a primeira Professora, exercendo todos os cargos: professora, diretora, merendeira e servente.
A região de Brasnorte sempre pertenceu ao município de Diamantino e a Lei n º 4.239, de 4 de novembro de 1980, criou o Distrito de Brasnorte. Sua instalação foi executada por Manoel Ribeiro Filho.
A comunidade se movimentou e criou a Comissão Representativa do Povo de Brasnorte, que objetivava alcançar benefícios para o Distrito, logrando êxito em diversas demandas.
Já em 15 de novembro de 1982, foram realizadas eleições municipais em todo Estado, com o Distrito de Brasnorte, conseguindo eleger para Vice-Prefeito Ezequias Vicente da Silva. Esta ação propiciou o auxílio para instalação da rede elétrica e muitas outras reformas e construções na cidade.
O Distrito cresceu ordenadamente e novamente participou da política, desta vez requerendo a emancipação política. A reunião ocorreu no interior do Salão Paroquial de Brasnorte, sob a liderança de Ezequias Vicente da Silva, na qual foi elaborado um projeto, com exposição de argumentos para convencer o Parlamentar Estadual da viabilidade emancipatória do lugar.
Assim, a Lei n º 5.047, de 05 de setembro de 1986, de autoria dos Deputados Oscar Ribeiro, Roberto Cruz e Joaquim Sucena, criou o município.

## Clima
O clima local é Equatorial (quente úmido) ao norte e Tropical (com estação seca) ao sul. O período de chuvas mais concentradas se estende de janeiro a março, com precipitação anual média de 2.250 mm. A temperatura média anual é de 24 °C, sendo a maior temperatura de  40 °C e a menor de 0 °C.
Devido à atuação de massa polar atlântica que entra através da Cordilheira dos Andes, a temperatura sofre quedas bruscas entre os meses de Abril e setembro, chegando a valores próximos ou abaixo de 10 °C pelo menos 7 vezes ao ano. (fenômeno de friagem). No dia 18 de julho de 1975, durante a forte massa de ar polar, as mínimas alcançaram 0 °C, e houve geada.
Nos últimos anos, as temperaturas mínimas recordes têm ficado na casa dos 9 °C. De Maio a Abril, a chuva cai com intensidade, o que pode ocasionar temperaturas máximas baixas e sensação de frio durante as tardes.

## Bacia Hidrográfica
Grande Bacia do Amazonas. Contribui a Bacia do Rio Juruena, que recebe pela direita os rios Sangue e Papagaio. O Sangue recebe pela esquerda, o Rio Cravari.

## Relevo
Planalto Pareci, ao sul e depressão Interplanáltica da Amazônia Meridional, ao norte.

## Formação geológica
Coberturas não dobradas de Fanerozóico, Bacia Paleozóica Indivisa ao Norte, Bacia Mesozóica Pareci ao sul. Complexos Metamórficos Arqueanos e Pré-cambrianos Indiferenciados, Complexo Basal. Faixa Móvel Brasiliana, no norte.

## Economia

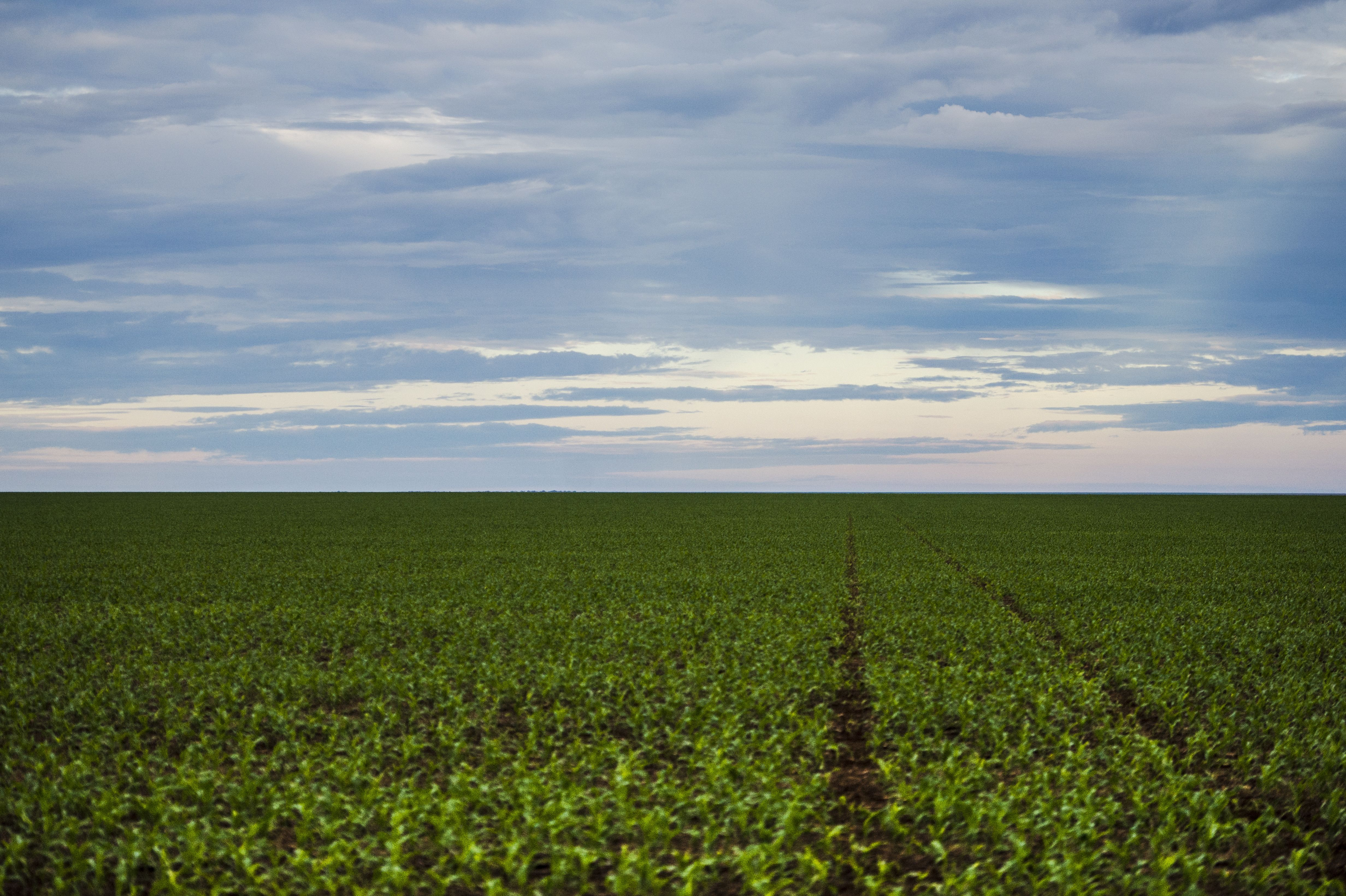
Área de plantação de soja no município de Brasnorte, noroeste de Mato Grosso. (Marcelo Camargo/Agência Brasil)

A economia municipal tem sua base no agronegócio, que é sustentado pelas lavouras de soja, milho e arroz, além da pecuária. O comércio é diversificado, e as pessoas geralmente não tem de recorrer à centros maiores a fim de adquirir produtos de maior industrialização. O valor da produção, em 2020, era de 1,8 bilhão de reais.
Estas características tornaram Brasnorte uma das maiores economias agrícolas do Brasil, havendo pretensões, por parte da prefeitura municipal, de expandir ainda mais a produção e participação do município na economia agrícola brasileira.

## Canais de TV
- TV Centro América - Rede Globo - Canal 9
- Rede TV - Canal 27

## Emissoras de Rádio
- Rádio Amazônia FM - FM 87,9
- Band FM - FM 98,1

## Últimos prefeitos eleitos
| Ano  | Prefeito      | Partido | Votos | %     | Ref    |
| ---- | ------------- | ------- | ----- | ----- | ------ |
| 2004 | Mauro         | PL      | 2.324 | 37,68 | [ 11 ] |
| 2008 | Mauro         | PR      | 3.472 | 50,95 | [ 12 ] |
| 2012 | Tarciso       | PSD     | 3.896 | 51,68 | [ 13 ] |
| 2016 | Mauro         | PSD     | 4.065 | 50,53 | [ 14 ] |
| 2020 | Edelo Ferrari | DEM     | 4.904 | 62,27 | [ 15 ] |